# Brandlast
Unter Brandlast (auch Brandbelastung) versteht man im Brandschutz und der Sicherheitstechnik die Wärme, die bei der Verbrennung von Gegenständen entstehen kann. 
Die Ermittlung der Brandlast erfolgt in der Regel nach DIN 18230. Diese ist vor allem für den Industriebau von Relevanz, da sich für gewerbliche genutzte Bauten wie Produktionsstätten und Lager sehr unterschiedliche Brandlasten ergeben. Demgegenüber sind die Brandlasten der meisten anderen Gebäudetypen relativ voraussehbar und werden in bestehenden Richtlinien zum Brandschutz ausreichend berücksichtigt.
Die in einem Gebäude, Flugzeug oder Schiff bzw. in deren Brandabschnitten vorhandene Brandlast spielt für die Brandgefahr eine wichtige Rolle. Die Brandlastmenge (Kilogramm), ihr Heizwert (MJ/kg) und das Brandverhalten eines Materials beeinflussen die Dauer und die Intensität eines Brandes. Die Ermittlung der vorhandenen Brandlast kann durch das einfache Summieren der verschiedenen Brandlasten in einem Brandabschnitt erfolgen.
Im bauphysikalischen Sinn ist die Brandlast die Menge und die Art der brennbaren Materialien. Üblicherweise wird unter Brandbelastung dabei der auf die Grundrißfläche des Gebäudes bezogene Heizwert verstanden, also Energie/m² (kWh/m²)